# Badia Calavena
Badia Calavena település Olaszországban, Veneto régióban, Verona megyében. Lakosainak száma 2592 fő (2023. január 1.). Badia Calavena San Mauro di Saline, Selva di Progno, Tregnago, Vestenanova és Velo Veronese községekkel határos.

## Népesség
A település népességének változása:
| Lakosok száma | 2654 | 2623 | 2592 |
|               | 2017 | 2018 | 2023 |